# Chirembia sulcata
Chirembia sulcata är en insektsart som först beskrevs av Luisa Eugenia Navas 1923.  Chirembia sulcata ingår i släktet Chirembia och familjen Embiidae. Inga underarter finns listade i Catalogue of Life.